# ジョージ・ソロス
ジョージ・ソロス（英: George Soros、1930年8月12日 - ）は、ハンガリーブダペスト生まれのハンガリー系ユダヤ人の投資家、トレーダー。ウォーレン・バフェット、ジム・ロジャーズとともに世界三大投資家としてよく知られる。
天才投資家として知られ「イングランド銀行を潰した男」(The Man Who Broke the Bank of England) の異名を取る。
ソロス・ファンド・マネジメント (Soros Fund Management) 会長、オープン・ソサエティ財団 (Open Society Foundations; 旧称: Open Society Institute) 創設者、彼の生まれ故郷でもあるブダペストにある中央ヨーロッパ大学 (CEU) 共同創設者、Project Syndicate 出資者、シンクタンク Institute for New Economic Thinking (INET) 出資者及び創設者の一人である。投資家であると同時に政治運動家、政治経済に関する評論家としても活動している。自身を「国境なき政治家」と称す。Black Lives Matterの主要な出資者の一人でもある。

## 経歴
ヘッジファンドがまだその呼称さえ確立していなかった黎明期の1969年に、ソロスはクォンタム・ファンドを立ち上げて投資家としてのキャリアを開始した。29年後の1998年、クォンタム・ファンドは運用資産において世界最大のヘッジファンドとなった。41年後の2010年、運用資産は史上最大の270億ドルに達した。翌2011年1月26日、ソロスはファンドでの投資活動から引退したことを明らかにした。だがその2年後の2013年、アベノミクスの量的緩和政策による円安相場で、ソロスは10億ドルの利益を得た。また同年、クォンタム・ファンドは55億ドルもの利益を上げた。これはヘッジファンド史上最高額であるという。

## 家族
ジョージ・ソロスは弁護士でエスペラント作家であったティヴォドアとエリザベスの二人兄弟の次男として生まれた。カウフマンの伝記 『ソロス』 (2002年) によれば、ティヴォドアはハンガリー系のユダヤ人であり、第一次世界大戦の戦中と戦後に捕虜となり、ロシアの捕虜収容所から脱走し、ハンガリーのブダペストで自分の家族と合流した。
ユダヤ人であったソロス一家は、ファシストの台頭と反ユダヤ主義の広まりに危機を覚え、1936年にユダヤ人に多いSchwartz（シュヴァルツ）からSoros（ショロシュ）へと姓を変えた。父のティヴォドアは、この新しい名前が気に入った。回文であり、それなりの意味があったからであり、"soros" はハンガリー語で「並びの次」または「指名されている後継者」を、エスペラントでは「上昇するだろう」を意味するという。
ジョージ・ソロスは、生まれたときからエスペラントを学んだ。このため、彼は数少ないエスペラント母語話者である。ジョージ・ソロスは後に、典型的なブルジョアのユダヤ人家庭に育ったことと、彼の両親は宗教的なルーツに対して慎重であったことを述べている。ただし、父・ティヴォドアはユダヤのルーツを誇りにしていた。これは、彼のホロコースト体験を綴った回顧録「Masquerade」にも記述されている。
ソロスの一家は正統派ユダヤ教に属するユダヤ人家庭であったものの宗教的には実質的に無宗教であったが、ジョージの母親は戦後信仰を持つようになったという。ジョージは自身が無神論者であることを認めている。
結婚歴は３回あり４男１女がいる。現在の妻は2013年に結婚した日系人の薬剤師・実業家のタミコ・ボルトンである。

## 青少年期
ソロスが13歳のとき、ナチス・ドイツが同盟国であるハンガリーを軍事的コントロール下に置いた（1944年3月19日）。ほどなくしてハンガリーのユダヤ人に対しホロコーストによる収容が始まった。ソロスは短い間だがナチスが設立したユダヤ協会に従事した。この組織はユダヤ人弁護士たちに退去命令を送るものであった。ソロスは退去命令がもたらす結果について関知していなかったと主張した。彼の家族は自分たちがクリスチャンであることを証明する書類を購入して戦争を生き延びた。翌年、ソロスはナチス・ドイツ軍対ソ連軍のブダペスト包囲戦を生き延びた。その後、ソ連軍による虐殺を目の当たりにしたためハンガリー脱出を決意する。この時期のハイパーインフレーションの間（1945年～1946年）、ソロスは初めて通貨取引をした。
1946年、17才のソロスは西側でのエスペラント青年議会に参加することによって、戦火で荒廃しソ連に占領された祖国ハンガリーから家族とともにフランスに、次いでイギリスに逃れた。1947年、ソロスはロンドン・スクール・オブ・エコノミクス（LSE）に入学する。
国許からの援助は全くなく、彼は学費と生活費を自分で稼がなくてはならず、昼は貨車積み込みの重労働、夜はウェイターで稼いだものの無一文になったことも度々あった。ある時、彼は貨車の渡り板から落ちて脚を骨折した。ベッドに寝たきりで仕事にも出られなくなった彼は絶望していたが、思いがけず保険金の小切手が送られてきた。その保険金で、ようやく大学の授業料を払うことができたのである。
LSEでは学士論文の指導教官を彼の“哲学的導師”である哲学者のカール・ポパーに依頼した。ソロスは1951年に哲学の学士号（BSc）を、1954年に同じく哲学の修士号（MSc）をLSEより授与されている。
卒業の1954年、ソロスはロンドンの商業銀行であるシンガー&フリードランダー社に就職し、1956年には同僚の父親が経営するニューヨークの証券会社F.M.メイヤー社に転職した。その意図はウォール街で十分な資産を稼ぐことにあったと述べている。その時のソロスは、将来は著述家になり彼の夢である哲学者として自立することを考えていた（ソロスの祖国ハンガリーではソ連の政治に抵抗してハンガリー動乱が発生していた）。
ソロスは後年、恩師であるポパーとの再会をLSEで果たしている。ポパーにとってソロスは過去の一学生に過ぎず覚えていなかったが、ソロスの哲学と慈善事業を評価し激励した。またこの時ポパーは「開かれた社会」をようやく（建国以来「開かれた社会」であるアメリカの）アメリカ人が理解したと思っていたため、ソロスがファシズムと共産主義体制（すなわち「閉ざされた社会」）を経験しているハンガリー出身だと知ってがっかりしたという。
ポパーは没年となる1994年に、ソロスによって1991年に設立されたばかりの中央ヨーロッパ大学（CEU）での講演が依頼され、これを受けてポパーは講演している。ちなみにCEUには「Popper Room」と名付けられた大講堂がある。

## ビジネス
ソロスはファンド・ソロス・ファンド・マネジメント（Soros Fund Management）の設立者である。1970年、彼はジム・ロジャーズとともにクォンタム・ファンド (Quantum Fund）を設立した。ファンドの名称はソロスの「再帰性」の理論と関連するヴェルナー・ハイゼンベルクの不確定性原理を基礎とする量子力学の「quantum（量子）」にちなんで名付けられた。
ファンドは1973年からの10年間で4200%のリターンを出してソロスの富の大部分を形成した（この間、S&Pは47%上昇しただけだった）。
2011年の時点でソロス・ファンド・マネジメントは、40年以上の間、平均して年間20%のリターンをもたらして来たとしている。これはヘッジファンド史上最高のパフォーマンスに相当する。また同ファンドは1973年以来、2013年までに400億ドル以上の利益を生み出して来たという。

### 通貨投機
1990年代初頭のイギリスは、1989年の東西ドイツ統合や欧州経済共同体の域内資本移動活発化による資本流出、欧州各国の不況、イギリスのサッチャー政権を初めとした各国政府の財政健全化策の影響などによって経済成長が後退し、失業率が上昇を見せ始めていた。弱い経済の中、イギリスは欧州為替相場メカニズム (ERM) に従い、自国通貨ポンドと欧州他国通貨との相場を、将来の欧州共通通貨ユーロ導入に向け、一定範囲に固定する政策を取っていた。1992年になると欧州経済圏統合の形を具体的に定めた「マーストリヒト条約」が調印された。その中では、参加国は「政治統合無しの通貨統合を行う」と謡われていたことから、ユーロ導入が進むことでユーロ採用国が自国経済調節のため打ち出す金融政策の柔軟性は失われて行くであろうことが予想された。
イギリスは共通通貨導入に向けたこれらの制約によって、効果的金融政策の手段の一部を欠いていた。欧州経済が不調な中で1992年9月、同様に経済が後退期に入りつつあったイタリアが自国通貨リラを7％切り下げた。以前よりソロスは彼の部下スタンレー・ドラッケンミラー（Stanley Druckenmiller）（後に世界的に著名なヘッドファンドマネージャーとして知られるようになる）と共に、イギリスの経済力に比して通貨ポンドが政府により無理に高く固定されているとソロスは考えていた。
イタリアによるリラ切り下げを契機に、ジョージ・ソロスたちは短期間に巨額のポンド売りを行った。これによりポンドは大きく下落した。イギリスはユーロ導入に向けて、自国のポンドをERMのルールに基づき固定させる必要があったため、イギリス政府・財務省は大規模な為替介入を行い、ポンドの下落を食い止めようとしたが、ポンドを買う資金が尽きてしまった。そして、イギリスはポンドの固定相場制をやめてERMから脱退し、ユーロ導入を断念した（ポンド危機）。
「ブラック・ウェンズデー」とも言われたこのポンドの大波乱（ポンド危機）は、結果的に「英国病」に苦しんでいたイギリス経済が改善するきっかけとなったことから、現在では「ホワイト・ウェンズデー」とも呼ばれている。
イギリスがERMを脱退しユーロ導入を断念して以後、イギリス国内経済は、1993年より2008年まで長期に渡り失業率の改善・安定経済成長・安定インフレ率を実現した。
1992年10月26日の「タイムズ」紙にて、ジョージ・ソロスは以下のように答えている。
「我々のブラックマンデーまでのトータルポジションはほぼ100億ドルの額であった。」
「しかし、我々はそれ以上に売ることを決断した。」
「事実、ノーマン・ラモント（英財務大臣）がポンドを買い支えるため、150億ドルを借りることを価値切り下げの直前に行ったとき、我々はどのくらい空売りすることになるかということを暗に示していたので、楽しんでいた。」
1997年、アジア通貨危機の間、マレーシア首相マハティールはソロスがマレーシア通貨リンギットを下落させたと名指しで非難した。ソロスはこの非難について、アジア通貨危機の最中もそれに先立つ数ヶ月間にも、バーツやリンギットを売ったことがなく、これらの通貨が下落しはじめたときはリンギットを買っており、この買いは早すぎたと述べている。なお、マハティールとソロスはその後和解している。

### インサイダー取引の有罪判決
1988年、ソロスはフランスの大手金融機関ソシエテ・ジェネラルの乗っ取りの試みに参加するように頼まれた。彼は株式の取得への参加を断ったが、後に比較的少量の株式を買った。14年後の2002年、フランスの裁判所はその行為はフランス証券取引法を根拠としてインサイダー取引であると裁決し、200万ドルの罰金を科した。ソロスは一貫して罪状を否認し、乗っ取りのニュースは誰もが知っていたことであったと主張した。

### スポーツ
2005年に、ソロスはメジャーリーグの野球チーム、ワシントン・ナショナルズを購入しようとしたグループの少数のパートナーであった。
2008年に、ソロスの名前はイタリアのサッカークラブ、ASローマと関連していたが、クラブは売却されなかった。ソロスはワシントンサッカーLP──メジャーリーグサッカークラブ、DCユナイテッドが1995年に設立されて以来操作権を所有していたグループ──の財政的後援者だったが、グループは2000年にこれらの権利を失った。
2012年8月21日にBBCは、SECへの提出書類によって明らかになったこととして、ソロスが英国のサッカークラブ、マンチェスター・ユナイテッドのクラスA株のおよそ1.9%に当たる310万株を取得したと報じた。

## 政治運動家
投資家・投機家として著名なソロスであるが、政治運動家としても知られる。例えば、ポーランド民主化運動において、労働組織である「連帯」へ支援を行い、チェコスロバキアにおける反体制運動であった憲章77と同様に、ソビエト連邦によるこれらの国々への支配を終わらせることに寄与した。また、2003年にグルジアで起こった政変（バラ革命）でも彼の資金提供があったとされ、その成功に重要な役割を果たしたとロシアと西欧双方の一部識者から評された（ソロスはこの見方を、誇張されたものだとコメントしている）。その他、2004年のアメリカ大統領選挙において、ジョージ・W・ブッシュの再選に反対する陣営に支援を行った。
連邦準備制度議長ポール・ボルカーは、ソロスの著書『ソロスの錬金術』（原題：The Alchemy of Finance）の序文に寄稿し、以下のように述べた。
ジョージ・ソロスは、非常に成功した投機家として、あるいは、まだゲームが有利なうちに手を引く賢明さを具えていることで、その名を知られている。現在、彼の得た大金の大半は、途上国と新興国の社会が「開かれた社会」になるために使われている。ここで言う「開かれた社会」とは、"商業の自由"のことだけを意味しているわけではない。もっと重要なこと、すなわち（人々が）新しい考え方や、自分とは異なった考え方や行動に対して、寛容の心を持っていることを意味している。
2018年10月25日、BBCによると、デビー・ワッサーマン・シュルツの名前を騙ったパイプ爆弾の爆発物が、ヒラリー・クリントン、バラク・オバマ、CNN、ジョン・オーウェン・ブレナンCIA長官、エリック・ホルダー司法長官、ジョージ・ソロスに送られたが爆発しなかった。10月26日にFBIは指紋からフロリダ州在住の熱烈なドナルド・トランプ支持者の56歳の男シーザー・セヨクを逮捕した。

## 慈善事業
ソロスは、アパルトヘイトが行われていた南アフリカの黒人生徒のケープタウン大学への通学援助のために基金の提供と、鉄のカーテンの後ろでの反体制運動への資金提供を始めたときの1970年代以来慈善家として活動している。東ヨーロッパでのソロスの慈善的資金提供はほとんどオープン・ソサエティ協会（Open Society Institute, OSI）とNational Soros Foundations——これはポーランドでときどき他の名前（Stefan Batory Foundation など）を通して行われている。注目すべきプロジェクトには科学者への援助と、中央・東ヨーロッパのいたるところの大学への援助とサラエヴォ包囲間の市民の援助、世界規模のドラッグを廃止するためのドラッグ禁止法への努力への援助、トランスペアレンシー・インターナショナルへの援助などがある。
初め自宅で妻の助けを借りながらごく個人的な活動として始まったソロスの慈善事業は、現在では100ヵ国を超える国々で活動している世界的な財団ネットワーク（オープン・ソサエティ財団; Open Society Foundations; 旧称: Open Society Institute）にまで発展した。2015年現在、OSF は最近は毎年8億ドルを使っていると発表している。
また、1979年に始まるソロスの慈善事業への寄付金の総額は、2015年までに120億ドルを超えた。
2009年には、ニューヨーク州の全貧困家庭の子供たちを対象として1億7500万ドルを無償提供した。
ソロスはまた、彼の生まれ故郷ハンガリー・ブダペストにて共産主義の崩壊後の1991年に設立された中央ヨーロッパ大学 (CEU) の共同創設者であり、4億2000万ユーロの寄付を行っている。同大は現在、追加の資金援助によって8億8000万ドル（2010年）もの豊富な大学基金を有する、ヨーロッパで8番目に資金力のある大学になっている。
ソロスが5000万ドルを提供する約束で2009年10月、ニューヨークにシンクタンクとして新経済思想研究所（Institute for New Economic Thinking, INET）が創設された。この研究所にはジョセフ・スティグリッツ、ジョージ・アカロフ、ジェフリー・サックスらが助言を行っている。
2010年4月には同研究所経由での出資により、英オックスフォード大学に新たな経済研究所を創設すると発表した。
彼はニューヨークのNew School for Social Research、1980年にオックスフォード大学、ブダペスト経済大学、1991年にイェール大学から名誉博士号を授与された。2000年にソロスはまた1995年のボローニャ大学の最も名誉なLaurea Honoris Causa同様、財政の賞のためにYale School of ManagementからYale International Centerを授与された。
オープン・ソサエティ財団はまた、ウィキメディア財団の大口寄付者の一つでもある。
2018年5月15日、オープン・ソサエティ財団はソロスの祖国であるハンガリーからの撤退を発表した。政府からの締め付けが強まったからだと説明している。

## 哲学

### 教育と信条
ソロスは哲学に強い関心を抱き続けてきた。彼の哲学に対する考え方は、主にロンドン・スクール・オブ・エコノミクス在学中に学んだカール・ポパーの思想に広範な影響を受けている。実際、ソロスが創設した「Open Society Institute」は、ポパーの上下2巻に及ぶ著書『開かれた社会とその敵』（原題: Open Society and Its Enemies）にちなんで名付けられているし、ソロスが現在取り組んでいる哲学上の関心事である「可謬論（可謬主義）」の原則も、同様にポパーの哲学に由来している。もっとも、ソロスの固い政治信条がポパーが支持する徹底した合理主義と矛盾するのではないかとする批判もあるが、ソロス本人の主張するところによれば、彼の政治信条はまさにポパーの合理主義を通して培われてきたものであるという。

### 再帰性
ソロスによる「再帰性」(相互作用性）の理論は人間社会で起こる出来事を理解するためのパラダイムである。
この理論では、再帰性の定義として、人間が世界を知識として理解しようする機能を「認知機能」と呼ぶ。また、人間が世界に影響を与えようとし、改造しようとする機能を「操作機能」と呼ぶ。認知機能においては、世界の現実的な姿が独立変数、観察者の世界理解が従属変数となる。
ここで、「世界 world 」の現実的な姿を「W」、観察者の「世界理解 understanding」 を「U」、「認知機能」（認知 cognition の機能 function）を「FC」とすると、"FC(W) → U" と記述できる。
一方、操作機能においてはこの関係が逆転して、観察者の世界理解が独立変数、世界の現実的な姿が従属変数となる。
操作機能（操作 manipulation の機能 function）を「FM」とすると、"FM(U) → W" と記述できる。
つまり、U が W を、W を U が規定しあう関係となっており、この双方向的な状況においては確たる結果を生み出すことは不可能となる。
この双方向的な干渉を、ソロスは「再帰性（reflexivity）」と名付けた。

### 資本主義的自由市場システムについての主張
投資家・投機家としてのキャリアをスタートしてから増大し続けて来たソロスの富は、2015年には過去最高の277億ドルに達した。彼の莫大な富のほとんどを形成し、半生に渡り現在も継続しているそのキャリアにもかかわらず、ソロスは現在の国際金融投機のシステムについて、多くの発展途上国の健全な経済発展を阻害するものであるとし、また世界の多くの問題を彼の言う市場原理主義固有の失敗の為であると主張する。グローバリゼーション・グローバル資本主義に対しても、ソロスは多くの面で反対し、論争の的になっている。
ヴィクター・ニーダーホッファーによれば「とりわけ、ジョージはそれでも自己利益の過剰を罰するための強い中央国際政府のある混合経済を信じていた」。
グローバル市場において巨額の利益を得て来ながら、同時に一方ではこのグローバリズムに反対し、自己の利益を損なうことを意味する市場の規制強化を要求するという、自己矛盾的であり不可解にも感じられる彼の主張は、ポール・クルーグマンのような著名な経済学者を含めた専門家らをも困惑させて来た。
ソロスの主張に対して一貫して批判的態度を取っているクルーグマンは、この主張を「私がこれ以上儲ける前に、私の行動を止めてくれ！」という意味だと揶揄を込めて語っている。
これに対し、ソロスはまず、単に市場参加者であることと、市場参加者が従うべきルールを変えるために働くことの違いを示すことで自身の主張の意味を明らかにしている。つまり、既に単なる一投資家であることを超え、広く公共的利益のために政治経済に対する主張と活動を展開している彼にとっては、たとえそれが金融市場における自己利益の縮減を意味するものであったとしても、公共の利益のためならば市場システムの問題改善を要求することにやぶさかではないということである。
ソロスは市場参加者として自己の経済的利益のために働くことに何の疑問も持たないようである一方、同時に「国境なき政治家」を自負する者として、世界的な金融システムの劇的な総点検を政治家に働きかけてもいる。イングランド、東ヨーロッパとタイを含む多くの金融危機に対して個人的に責任があるという告発に対しては端的に、「市場参加者として、私は自分の金融行動の結果に関心を持つ必要はありません」と述べた。
また、ソロスは、ノーベル経済学賞受賞者の経済学者ジェームズ・トービンが案出した国際的な金融取引に税を課するトービン税に賛同している。

## 政治的見解

### ソビエト連邦・ロシアへの反対
Neil Clark（“New Statesman” に書かれている）によると、彼の型にはまった左翼の多くと共有している見解は、東ヨーロッパでの社会主義の崩壊はその体系的弱さと、民衆の支援を得ることへの政治的エリートの失敗のためであるということである。それは、部分的には正しいかもしれないがソロスの役割は決定的に重要であった。1979年から、彼は年300万ドルをポーランドの連帯運動、チェコスロバキアの憲章77、ソビエト連邦のアンドレイ・サハロフを含む反体制組織に寄付した。1984年、彼は最初のOpen Society Instituteをハンガリーで設立した。そして、何百万ドルも反対運動と独立したメディアに注ぎ込んだ。
ソビエト連邦の（進歩的なソロスの資金提供によっての）没落から反帝国主義の大義は、旧ソ連圏で重要な役割を果たし続けている。グルジアのバラ革命への彼の資金提供と組織は、ロシアで西側のオブザーバーによるその成功にとって重要であると思われた。しかし、ソロスは自身が果たした役割について、大いに誇張されていると語った。ロシアでは、1996年ロシア大統領選挙で現職のボリス・エリツィン大統領の敗北が予想されてロシア連邦共産党のゲンナジー・ジュガーノフ候補が招かれた世界経済フォーラム（ダボス会議）に参加し、同席したボリス・ベレゾフスキーに対して共産主義勢力が復活するロシアから離れるよう警告してオリガルヒ（セミバンキルシチナ）が政治に介入するきっかけを与えたことが知られている。
ウラジミール・プーチン政権にも批判的であり、文明の脅威であるとして打倒すべきと述べている。

### ソロス vs. ブッシュ
ソロスは、個人的に長年に渡って民主党びいきではあったが、それでも2004年のアメリカ大統領選挙まではアメリカの政治の原因を作り出すような大きな寄付者ではなかった。2003年11月11日、「ワシントン・ポスト」のインタビューで、ソロスはオフィスからジョージ・W・ブッシュを取り除くことは"私の人生の中央にある焦点"であり"生と死の問題"と言った。彼は自分のすべての財産を犠牲にしてブッシュを破ると冗談で言った。そして、カリフォルニアのCommonwealth Clubで2004年3月3日の終わり、ソロスがQ&Aの集まりでこの声明のユーモアの本質をはっきりさせた後でさえ、多くがブッシュについて声明を出し続けた。
ソロスは300万ドルをCenter for American Progressに与え、500万ドルをMoveOn.orgに委託して、一方で彼と彼の友人Peter LewisはそれぞれAmerica Coming Togetherに1000万ドルを与えた（すべてが2004年のアメリカ大統領選挙で民主党の支援のために活動していたグループであった）。2004年9月28日、彼はそのキャンペーンにもっと資金を捧げた。そして、複数の州を巡る演説の旅を始めた。“Why We Must Not Re-elect President Bush”（“なぜ私たちはブッシュを大統領再選させてはいけないのか？”）がワシントンD.C.のナショナル・プレス・クラブで配達された。ディック・チェイニーが副大統領の議論で「factcheck.com」として偶然にFactCheck.orgに言及したあと、このスピーチへのオンライン・コピーは多くのアクセスを受けた。そして、そのドメインの所有者に全ての通信をソロスのサイトに繋がせた。 
Responsive Politicsのためのセンターによると、2003年から2004年の選挙サイクルの間、ソロスは236万ドルをジョージ・ブッシュ大統領を破ることに捧げられている527の様々なグループに寄付した。ソロスの努力にもかかわらず、ブッシュは2004年11月2日に大統領として第2期目となる再選を果たした。
また、連邦選挙運動への「紙幣」献金を禁止することを目的とした2002年のBipartisan Campaign改正法を要求したので、ソロスは彼の大きな寄付のために非難された。ソロスは、つながりのない組織への寄付によって、候補者または政党に対する直接の寄付と同じような腐敗問題が生じることはないと答えた。
ちなみに、ハーケン・Energy（ソロスによって部分的に所有される会社）は、彼の石油会社Spectrum 7を買収することによって、1986年にジョージ・W・ブッシュとビジネスをした。
彼の本 The Bubble of American Supremacy は、2004年1月に出版された（）。

### 日本について
2006年に著作の邦訳の出版に合わせて来日したジョージ・ソロスは、当時国際的に話題になっていた靖国神社問題への関心から、靖国神社と遊就館を訪問。特に後者について、「侵略戦争を正当化している」と憤慨した。同問題については「もし多くの日本の人々が近隣諸国の人々と大きく異なる歴史観を持つようになったとしたら、その違いが将来に深刻な問題を生み出す」とも語っている。
同年に邦訳出版された『世界秩序の崩壊─「自分さえよければ社会」への警鐘』（"The Age of Fallibility"）の中では、冒頭で日本の読者に向けて次のように述べている：
　あと数年を経ずして、日本は将来の経済及び国家安全の政策において、いくつかの大きな選択を強いられるだろう。日本は、その「世界相互依存の戦略」を破棄してしまうのだろうか？
　かつて日本は、この戦略こそ、「正常な国家」とはいかなるものかという新たな模範を、世界に指し示す道なのだと誇らかに宣言した。日本は、世界及び各地の主要な国際統治機関の支援、困窮はなはだしい地域に対して行ってきた感銘措く能わざる規模の援助と救済によって、恐怖を手段とするよりも信頼の構築を旨とする国際社会に対して、鮮烈なインスピレーションの泉源となり、投資の対象となってきた。
　ところが、ここに、皮肉にも愚かな事態が起きた。近隣の大国・中国が基本的に多極主義を受け入れ始めた矢先、アメリカ合衆国が正反対な方向へと動き、国際的な諸制度への疑念を強め、最近の国家安全保障面での難題に対して大幅に一極主義的な治療策を遂行したのである。
　日本は、この両国の板挟みになった。かたや最大のパトロンかつ保護国ながら、昨今益々世界の多くの国々との折り合いが悪くなってきたアメリカ。かたやその経済的繁栄を持続させ確保すべく国際的システムにおいて安定と現状維持を志向しつつある中国。
　アメリカとの二極主義、国家安全保障面でのアメリカの大盤振る舞いへの依存度を減らすには、日本は如何なる未来図を想定する必要があるのか？　また、戦後の方針を決定してきたいくつかの装置、すなわち、軍事力を攻撃ではなく防衛のみに絞ることを謳った憲法第九条、核兵器とその開発の忌避、ますます相互依存の度を強めてきた世界秩序への志向、これらの装置を改変すべきか否か？
　これらの諸難題は、あるべき国家の概念、「日本の魂とは何か？」についての熟考と討議をせき立てずにはおかない。
　これは肝要な討議である。うまくいけば、日本国内に、健全な市民社会と民主主義的秩序とをがっちりと受容する健全なナショナリズムを産むかもしれない。
とし、
　この荒涼たる世界秩序において、日本はキー・プレイヤーとなってはならない。日本の国際主義者、危険かつ無謀なまでにあくどい「タカ派ナショナリズム」よりも健全なナショナリズムを志向する者たちに対して、日本の市民は支持を送り、世界におけるオープン・ソサエティの成長を重視する私たち海外の者たちも、それを応援しなければならない。
と文を結んでいる。
2014年1月には Project Syndicate への寄稿文の中で、安倍政権の「アベノミクス」の通貨政策について
「（黒田東彦総裁率いる日本銀行が昨年から始めた）大規模な量的緩和は、リスクのある実験。成長が加速すれば金利が上昇し、債務支払いのコストが維持できないものになる。しかし、安倍首相は日本を緩やかな死に処すより、そのリスクを取ることを選んだ。人々の熱狂的な支持から判断すれば、普通の日本人も同じように考えているのだろう。」
と述べた。

### 中華人民共和国について
2010年10月に、ソロス・ファンド・マネジメントは、中華人民共和国を中心としたアジア向け投資に向けた初のアジア拠点を香港に開設した。同ファンドの3分の1ほどがアジア向け投資に回される計算になるという。
2010年11月にソロスは「米国から中国への、パワーと影響力の本当に驚くべき、急速な遷移があり、それはちょうど第二次世界大戦後の英国の衰退と米国への覇権の移行に喩えられる」と述べ、更に「今日、中国は活発な経済のみならず、実際に、米国よりもより機能的な政府を持っている」という議論を呼ぶであろう意見を述べた。
しかしながら2012年10月には「成長モデルが息切れしつつある」と述べ、成長が鈍化しているとの見方を示したほか、2013年5月には、高利回りの金融商品「理財商品」が、「リーマン・ショックの引き金となったサブプライム・ローンと似ている」とし、2014年1月には、「中国の成長モデルはすでに力を失っている」と指摘した。
同月にはまた、「近いうちに中国経済は完全に崩壊する」との見通し示し、「世界経済にとって脅威なのは米国の予算崩壊でもユーロ圏の問題でもなく、中国の財政問題にある」と述べ、「（高利回りの金融商品「理財商品」が蔓延っている）中国の飛躍的な経済発展を支えるモデルは、（リーマン・ショック以前の）2008年以前の米国経済に類似しており」「いかなる改革も中国を救うことはできない」と考えているという。
更に、2015年3月に、Bloomberg TVに出演したソロスは、中国の現状について「（これまでの輸出依存型経済から）内需主導型経済への移行が失敗した場合、彼らは国を束ね権力を維持するために外部との紛争を作り出す可能性があり、ゆえに我々は第三次世界大戦の瀬戸際にあると言っても過言ではない」と述べた。
同年5月19日の世界銀行におけるブレトンウッズ会議でも「中国経済が悪化すれば、第三次世界大戦が起きる可能性がある」と発言。同時に「米中両国は経済における協力関係を強化し、第三次世界大戦が発生する可能性を減らさねばならない」「米国は人民元を新たにIMFの特別引出権 (SDR) の通貨バスケットへ編入するために譲歩すべきだ」と述べた。また翌6月12日には中国株の大暴落が起こったが、ソロスは暴落前に保有していた中国株のほとんどを売り払っている。
2019年1月の世界経済フォーラムでは中国を「機械学習と人工知能が最も発展した独裁国家だ。習近平は開かれた社会のこれまでにない最も危険な敵である」と批判して米中貿易戦争と米中冷戦は第二次世界大戦後の国際連合のような国際協調の土台となるべきと述べた。

### インドについて
インドは（一党独裁体制の）中国とは異なり「開かれた社会」であり「法の支配」に基付く法治国家かつ自由民主主義国家であることをもっぱらの理由に、「（投資先として）中国よりも魅力的」とし、2010年にはムンバイ証券取引所 (Bombay Stock Exchange, BSE) の発行済み株式を4%取得してもいる（なお、インド証券法により、外国人投資家はインドの証券取引所の株式を最大5％までしか保有できない） 。

## 批評

### ファイナンシャル活動への批評
批評家はソロスが彼の私的所有ファンドを通じて為替市場に対して不当な影響を与えていると主張する。他の多くの巨大ヘッジファンドと同様、彼のファンドはオフショアのタックス・ヘイヴンに登記されており、特にオランダ領アンティルのキュラソー島に登記されている。
2004年8月にChris Wallaceの「FOX News Sunday」に出演して、アメリカの下院議長デニス・ハスタートは、
「我々はジョージ・ソロスの資金がどこから来ているのか知らない。我々はそれが左のどこから来て右のどこへと入っていくのか知らない。知っての通りソロスの資金のいくらかは海を越えてきている。それは、麻薬の資金である可能性もある。我々はそれがどこから来ているのか知らない。」
と発言した。これに対してソロスは
「私に言い掛かりと間違った事実を塗りつけることによって、あなたは批評の議論を抑えて、この管理が破滅的な方向に国を導いていると思っている人々を脅迫しようとしています。私があなたの冤罪の上であなたを名指しした今、あなたはさらなる中傷戦術を使用しています。」
とハスタートに反論した。ソロスは下院のStandards of Official Conductの委員会に公式な不満を提出した。 ソロスは、ハスタートのコメントが「強く、沈黙批評に中傷戦術、脅迫と嘘を使う慎重な努力を提案する」と主張した。

### 政治活動への批評
ジョージ・ソロスは多くの批判をアメリカの共和党とイスラエルの支持者に対して行ってきた。
ブッシュ政権の支持者は、彼の反ブッシュのキャンペーンへの寄付をよく思ってはいない。ニューヨークでのユダヤ人のフォーラムでソロスは、部分的に反ユダヤ主義の近年の復活をイスラエルとアメリカ合衆国の方針、そして、彼自身のような成功したユダヤ人によるものであると考えた。
"反ユダヤ主義の復活が、ヨーロッパにあります。ブッシュ政権とシャロン政権の方針は、それに貢献します。それは特に反ユダヤ主義ではありませんが、それは同様に反ユダヤ主義を現しています。私は、それらの方針に批判的です。
我々がその方向を変えるならば、反ユダヤ主義も減少します。私は、人がどのように直接それに直面することができたかについて、分かりません……
新しい反ユダヤ主義がユダヤ人が世界を支配すると考えているので、私は私自身の役割も非常に心配します……私の行動の意図しない結果として……私も、そのユダヤ人が世界を支配するというイメージに貢献しています。
これはおそらく、ソロスのカール・ポパーの哲学の結果と自己批判に対する結果傾向であろう。
B・ゴールドバーグは、著書『アメリカをだめにする100人の人々』で、厳しくソロスの哲学を批判した。

## その他の批評
- テロに関して：「『我々は、どうすればテロリストが仕掛けた罠から逃げることができるのだろうか』と彼は尋ねた。『テロリズムに対する戦争は、賃金を払う戦争では勝てないということを認識することだけである。我々は、もちろん我々の安全を守らなくてはならない。しかし、我々は、テロが作る深い悲しみを修正していかなくてはならない。犯罪は、軍事行動ではなく、政治的力が必要なのである』」

- ブッシュ政権について：「開かれた社会は、社会の構成員に他の構成員の利益と比較できる程度の利益を追求する自由が最大限可能な程度許されている社会である。ブッシュ政権は、単により狭い自己の利益の定義しか持っていない。それには、他の利益は含まれない」

- ブッシュ政権について：「ブッシュ政府の至上主義者イデオロギーは、開かれた社会の原理の反対に位置しています。開かれた社会は、人々には異なる見方がある、そして、誰もが究極的真実を所有していないと気づく社会です。至上主義者イデオロギーは、我々が他より強いから、我々には分別があって、我々の側で正当があると仮定します。2002年9月の国家安全保障戦略の最初の文（大統領年次国家安全保障目的会議計画）は、以下のことを読み上げます。『自由と全体主義の間の20世紀の大きな闘いは、自由の力への決定的な勝利と国家成功の唯一持続可能なモデルによって終わりました。自由、民主主義、自由企業制』」

- 麻薬の合法化について：「私に責任があるならば、自分が何をするかについて、話したいと思います。私は、自分がほとんどの麻薬の製造を厳しく制御した流通ネットワーク（クラック（合法的に利用できる）のように最も危険なものを除外して）を確立します。まず、私は、麻薬取引を破壊するのに十分な安い価格を維持します。一度その目的をなし遂げることができれば、今度はタバコの消費税のように価格をかなり上げ続けます。ただし、犯罪を阻むために登録された中毒者のために例外を作ります。そして、防止と治療のために一部の収入を使い、薬物使用の社会的な非難を促進します」

- 慈善事業について：「私は、罪の意識から、慈善事業をしているわけではありません。また、いかなる公共的関係を創造する必要性からでもありません。それをする余裕があるから、それをしているのです。私は、そう信じています」

- 株式市場バブルについて：「株式市場バブルは、何もないところからは成長しません。それは、現実（誤った概念によって歪められた現実ですが）というしっかりした根拠を持つのです」

- アメリカについて：「私はハンガリーで育って、ファシズムとホロコーストを生きながらえて、それから、共産主義が台頭するという予知を感じました。私は、早い年齢で、どのような政府が勝つことがどれくらい重要かについて学びました。私は、自由、民主主義、市民的自由、開かれた社会を評価していました。だから、アメリカを自分の家に選びました。また、私は、自分と自分の家族のために、より多くのお金を稼いだとき、開かれた社会と自由の原理と価値観を促進するために財団を作りました」

- ユダヤ人とイスラエルについて：「私は、シオニストでも、敬虔なユダヤ教徒でもありませんが、自分の同胞──ユダヤ人──に対して強い共感を抱いていますし、イスラエルの存亡について深く憂慮してもいます」

- パレスチナ問題について：「軍事的優位は、あくまでイスラエルの国家安全保障のために必要です。しかし、パレスチナ問題の解決は、純粋な軍事的解決策では十分でなく、（クリントン大統領が認識しているように）政治的である必要があります」

## 栄典
アメリカ合衆国: 大統領自由勲章- （2025年）

## 書籍

### 著作者または共著
- ジョージ・ソロス、『ソロスの警告―ユーロが世界経済を破壊する』、徳間書店、2012/ 原タイトル:FINANCIAL TURMOIL IN EUROPE AND THE UNITED STATES
- ジョージ・ソロス、『ソロスの講義録―資本主義の呪縛を超えて』講談社、2010/ 原タイトル: Soros Lectures: At the Central European University
- ジョージ・ソロス、『ソロスは警告する 2009―恐慌へのカウントダウン』講談社、2009/ 原タイトル: Additional Chapters for The New Paradigm for Financial Markets
- The New Paradigm for Financial Markets: The Credit Crisis of 2008 and What It Means　ジョージ・ソロス『ソロスは警告する―超バブル崩壊＝悪夢のシナリオ』（徳川家広訳、講談社、2008年）
- The Age of Fallibility: Consequences of the War on Terror　ジョージ・ソロス『世界秩序の崩壊―「自分さえよければ」社会への警鐘』ランダムハウス講談社、2007
- The Bubble of American Supremacy: Correcting the Misuse of American Power (PublicAffairs, 2003) ISBN 1-58648-217-3 (paperback; PublicAffairs, 2004; ISBN 1-58648-292-0) 『ブッシュへの宣戦布告―アメリカ単独覇権主義の危険な過ち』ダイヤモンド社、2004
- George Soros on Globalization (PublicAffairs, 2002) ISBN 1-58648-125-8 (paperback; PublicAffairs, 2004; ISBN 1-58648-278-5)『グローバル・オープン・ソサエティ―市場原理主義を超えて』ダイヤモンド社、2003
- Open Society: Reforming Global Capitalism (PublicAffairs, 2000) ISBN 1-58648-019-7『ソロスの資本主義改革論―オープンソサエティを求めて』日本経済新聞社、2001
- Science and the Open Society: The Future of Karl Popper's Philosophy by Mark Amadeus Notturno, George Soros (Central European University Press, 2000) ISBN 963-9116-69-6 (paperback: Central European University Press, 2000; ISBN 963-9116-70-X) 未訳
- The Crisis of Global Capitalism: Open Society Endangered (PublicAffairs, 1998) ISBN 1-891620-27-4『グローバル資本主義の危機―「開かれた社会」を求めて』日本経済新聞社、1999
- Soros on Soros: Staying Ahead of the Curve (John Wiley, 1995) ISBN 0-471-12014-6 (paperback; Wiley, 1995; ISBN 0-471-11977-6)『ジョージ・ソロス』テレコムスタッフ、1996
- Underwriting Democracy（民主主義の保証）: Encouraging Free Enterprise and Democratic Reform Among the Soviets and in Eastern Europe (Free Press, 1991) ISBN 0-02-930285-4 (paperback; PublicAffairs, 2004; ISBN 1-58648-227-0)未訳
- Opening the Soviet System（ソヴィエト体勢の開放） (Weidenfeld & Nicholson, 1990) ISBN 0-297-82055-9 (paperback: Perseus Books, 1996; ISBN 0-8133-1205-1)未訳
- The Alchemy of Finance (Simon & Schuster, 1987) ISBN 0-671-66238-4 (paperback: Wiley, 2003; ISBN 0-471-44549-5)『相場の心を読む』講談社（1988）、『ソロスの錬金術』総合法令出版（1996、2009）
- ジョージ・ソロスほか『混乱の本質』（土曜社、2012）
- ジョージ・ソロスほか『世界は考える』（土曜社、2013）
- ジョージ・ソロスほか『世界論』（土曜社、2014）
- ジョージ・ソロスほか『秩序の喪失』（土曜社、2015）
- ジョージ・ソロスほか『安定とその敵』（土曜社、2016）

### 伝記
- Soros: The Life and Times of a Messianic Billionaire by Michael T. Kaufman (Alfred A. Knopf, 2002) ISBN 0-375-40585-2
- Soros: The Unauthorized Biography, the Life, Times and Trading Secrets of the World's Greatest Investor by Robert Slater (McGraw-Hill, 1997) ISBN 0-7863-1247-5

### 寄与したもの
- MoveOn's 50 Ways to Love Your Country: How to Find Your Political Voice and Become a Catalyst for Change by MoveOn.org (Inner Ocean Publishing, 2004) ISBN 1-930722-29-X